# Opera di Yu

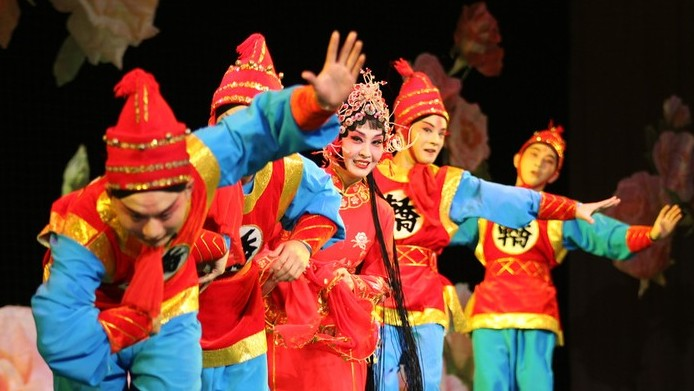
Yuju

L'Opera di Yu (cinese tradizionale: 豫劇; pinyin: Yùjù) è una forma teatrale di Opera cinese sviluppatasi a Henan a partire dal tardo XVIII secolo. Al suo interno mescola arte drammatica, pantomima, musica, canto e danza.